# バンス・ハニーカット
ロバート・バンス・ハニーカット4世（Robert Vance Honeycutt IV, 2003年5月17日 - ）は、アメリカ合衆国ノースカロライナ州ソールズベリー出身の野球選手（外野手）。右投右打。MLBのボルチモア・オリオールズ傘下所属。

## 経歴

### プロ入り前
高校時代は野球と並行してアメリカンフットボールもプレーしており、クォーターバックとしてチームを州大会優勝に導いた。2021年のMLBドラフト20巡目（全体596位）でサンフランシスコ・ジャイアンツから指名されたが、契約せずにノースカロライナ大学チャペルヒル校へ進学した。
2022年は打率.296、大学記録となる25本塁打、59打点、29盗塁を記録。ノースカロライナ大学の選手としては史上初となる、「同一シーズンにおける20本塁打、20盗塁」を達成した。レギュラーシーズン終了後に行われたACCトーナメントでは打率.400、4本塁打、10打点を記録し、MVPを受賞した。

### プロ入りとオリオールズ傘下時代
2024年のMLBドラフト1巡目でボルチモア・オリオールズから指名された。8月1日にオリオールズと400万ドルの契約を結んだ。

## 家族
両親と二人の姉もノースカロライナ大学出身で、父は野球、母は陸上競技、姉二人はサッカーをプレーしていた。